# Eriauchenius bourgini
Eriauchenius bourgini is een spinnensoort uit de familie Archaeidae. De soort komt voor in Zuid-Afrika.